# Ілія Топурія
Ілія Топурія (груз. ილია თოფურია; 21 січня 1997, Галле, Північний Рейн-Вестфалія, Німеччина) — є грузинським та іспанським професійним бійцем змішаних мистецтв. Зараз він виступає в легкій вазі Абсолютного бійцівського чемпіонату (UFC), де він є чинним чемпіоном UFC. Є колишнім чемпіоном у напівлегкій вазі. Перший грузинський та іспанський боєць, який став чемпіоном UFC. Станом на 15 червня 2025року він посідає 1 місце в чоловічому рейтингу UFC у змаганнях pound for pound.

## Біографія
Топурія народився в німецькому місті Галле у сім'ї грузинських батьків, які були біженцями з Абхазії.
У віці семи років Топурія разом із сім'єю переїхав до Грузії і почав займатися греко-римською боротьбою в місцевій школі. У віці 15 років він знову переїхав, цього разу в Аліканте, що в Іспанії, де почав займатися бойовими мистецтвами в «Climent Club». У 2015 році він дебютував як професіонал на місцевих змаганнях. У Топурії є старший брат Александре, який також є професійним бійцем змішаних мистецтв і підписав контракт з UFC.

## Кар'єра в змішаних бойових мистецтвах

### Рання кар'єра
Топурія розпочав свою кар'єру з чотирьох перемог поспіль на іспанській регіональній сцені та виграв пояс у промоушені «Mix Fight Events». У 2018 році він взяв участь у своєму першому міжнародному бою в «Cage MMA Finland». Того ж року, у травні, разом зі своїм братом Александре він став першим грузинським володарем чорного поясу з бразильського джиу-джитсу. Через кілька місяців він отримав можливість битися за титул чемпіона «Cage Warriors» у легшій вазі на Lotto Arena в Антверпені, Бельгія. Ілля не зміг досягти узгодженої ваги, тому, незважаючи на швидку перемогу в бою, він не отримав пояс.
У 2019 році він підписав контракт з «Brave Combat Federation». Ілія здійснив свій промоційний дебют в Боготі, Колумбія, перемігши Луїса Гомеса в першому раунді підкоренням, що принесло йому нагороду за найкращий бій вечора. 15 листопада 2019 року в Бахрейні він виграв свій другий бій у BRAVE, перемігши Стівена Гонсалвеса нокаутом у першому раунді.

### Абсолютний бійцівський чемпіонат
11 жовтня 2020 року на «UFC Fight Night: Мораєс проти Сандхагена» Топурія, замінивши Чхве Син У, швидко провів бій проти Юсефа Залала. Топурія виграв бій одноголосним рішенням суддів.
Топурія бився з Деймоном Джексоном 5 грудня 2020 року на UFC на ESPN: Германссон проти Ветторі. Він виграв бій нокаутом у першому раунді.
10 липня 2021 року на UFC 264 Топурія бився з Раяном Холом. Він виграв бій нокаутом у першому раунді.
Топурія мав зустрітися з Мовсаром Євлоєвим 22 січня 2022 року на UFC 270. Однак Євлоєв знявся з бою з невідомих причин і був замінений на Шарля Журдена. Однак Топурія був знятий з карти через медичну проблему, пов'язану зі зниженням ваги, і бій був скасований.
19 березня 2022 року на UFC Fight Night 204 Топурія зустрівся з Джаєм Гербертом, який замінив Майка Девіса. Топурія зазнав нокдауну від удару ногою в голову в першому раунді, але відновився та виграв бій нокаутом у другому раунді. З цією перемогою він отримав нагороду «Виступ вечора».
Топурія мав зустрітися з Едсоном Барбозою 29 жовтня 2022 року на UFC Fight Night 213 Однак Барбоза знявся наприкінці вересня через травму коліна, і поєдинок був скасований.
Топурія бився з Брайсом Мітчеллом 10 грудня 2022 року на UFC 282. Він виграв бій підкоренням у другому раунді. Ця перемога принесла йому нагороду «Виступ вечора».
Спочатку Топурія мав зустрітися з Джошем Емметом 17 червня 2023 року на UFC на ESPN 47. Однак згодом промоушен оголосив, що бій перенесли на UFC на ABC: Еммет проти Топурії 24 червня 2023 року. Він виграв бій одноголосним рішенням суддів. Поєдинок приніс йому нагороду «Бій ночі».

### Чемпіон UFC у напівлегкій вазі
У жовтні 2023 року Топурія мав зустрітися з Олександром Волкановським 20 січня 2024 року у бою за звання чемпіона UFC у напівлегкій вазі на UFC 297. Однак, за десять днів, замінивши травмованого Шарліса Олівейру, Волкановський зустрівся з Ісламом Махачевим в бою за титул чемпіона UFC у легкій вазі на UFC 294 21 жовтня 2023 року та був нокаутований у першому раунді. У результаті поєдинок Топурії проти Волкановського був перенесений на місяць як головна подія UFC 298 17 лютого 2024 року. Топурія виграв чемпіонський бій у напівлегкій вазі нокаутом у другому раунді, завершивши чотирирічне правління Волкановські як чемпіона. Цей бій приніс йому нагороду «Виступ вечора».
Топурія захистив свій титул чемпіона UFC у напівлегкій вазі проти колишнього чемпіона Макса Голловея 26 жовтня 2024 року на UFC 308. Він виграв бій нокаутом у третьому раунді, що призвело до першої поразки нокаутом у кар'єрі Голловея. Цей бій приніс Ілії ще одну нагороду «Виступ вечора».

## Чемпіонати та досягнення

### Змішані бойові мистецтва
- Абсолютний бійцівський чемпіонат
  - Чемпіонат UFC у напівлегкій вазі[it] (1, поточний)
    - Один успішний захист титулу

  - Перший грузинсько-іспанський чемпіон в історії UFC
  - «Виступ вечора»[en] (4) проти Джая Герберта[en], Брайса Мітчелла[en], Олександра Волкановського і Макса Голловея[49][37][40][52]
  - Бій вечора[en] (1)  проти Джоша Еммета[en][44]
- Змішана боротьба
  - MFE Featherweight Championship (1)
- MMAjunkie.com[en]
  - Підкорення місяця (грудень 2022) проти Брайса Мітчелла[en][53]

## Особисте життя

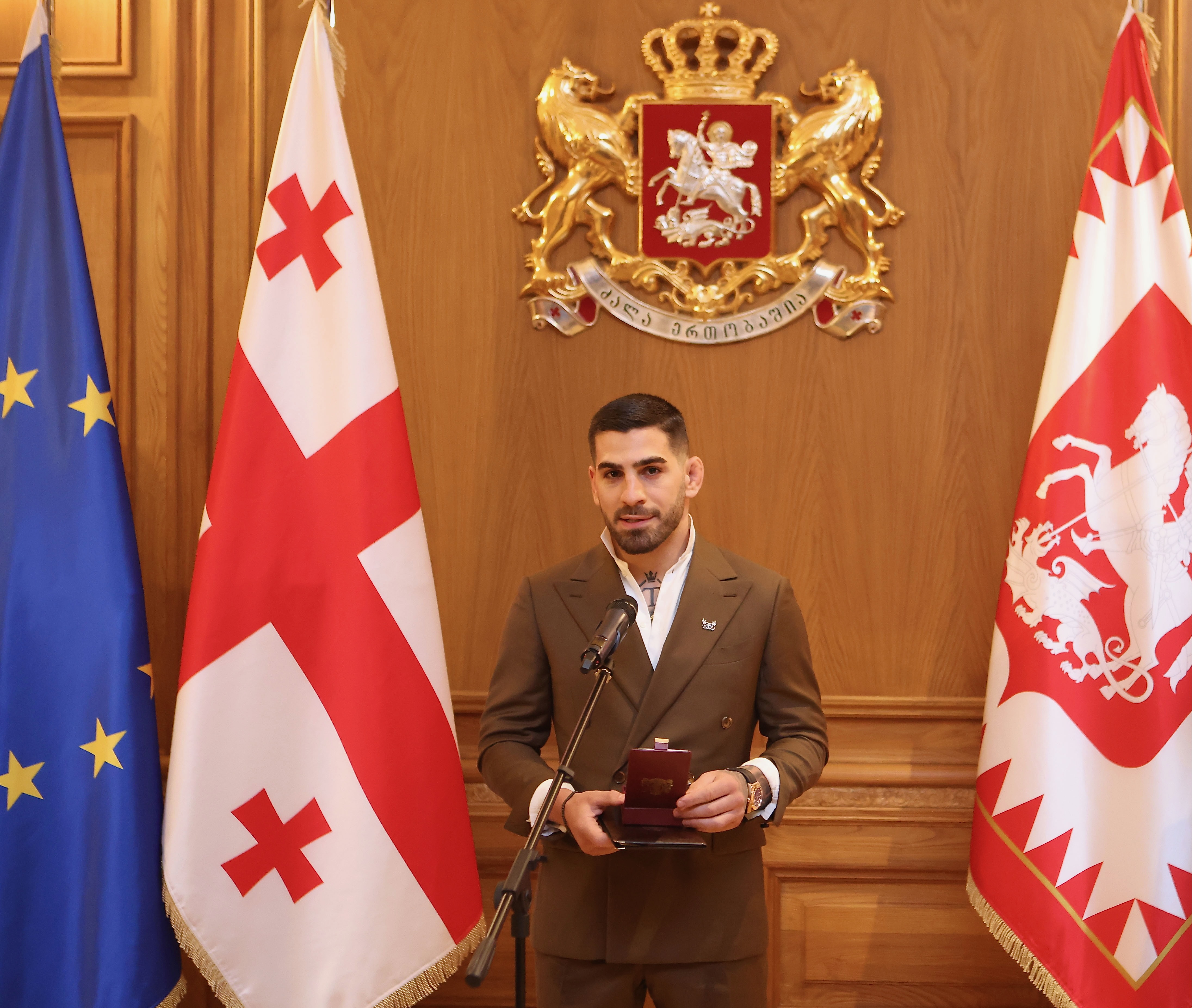
Топурія приймає нагороду від президента Грузії в палаці Орбеліані

Топурія вільно розмовляє грузинською мовою, а також трохи розмовляє мегрельською. У Топурії та його партнерки є син (2019 р.н.) і донька (2024 р.н.).
5 березня 2024 року Топурія отримав іспанське громадянство після того, як про це було оголошено на прес-конференції Ради міністрів.
21 березня 2024 року Топурія був нагороджений президентом Грузії орденом Честі в палаці Орбеліані, Тбілісі, Грузія. Того ж дня прем'єр-міністр Грузії Іраклі Кобахідзе оголосив, що уряд подбає про збереження грузинського громадянства Ілії, що зробить його подвійним громадянином Грузії та Іспанії.

## Статистика
| Професійна кар'єра бійця |            |           |
| Боїв 16                  | Перемог 16 | Поразок 0 |
| Нокаут                   | 6          | 0         |
| Здача                    | 8          | 0         |
| Рішення суддів           | 2          | 0         |

| Результат | Рекорд | Суперник                  | Спосіб                                  | Турнір                                   | Дата              | Раунд | Час  | Місце                                | Примітки |
| --------- | ------ | ------------------------- | --------------------------------------- | ---------------------------------------- | ----------------- | ----- | ---- | ------------------------------------ | --- |
| Перемога  | 16–0   | Макс Голловей             | KO (удари)                              | UFC 308                                  | 26 жовтня 2024    | 3     | 1:34 | Абу-Дабі, Об'єднані Арабські Емірати | Захищав титул чемпіона UFC у напівлегкій вазі. «Виступ вечора».                                                                   |
| Перемога  | 15–0   | Олександр Волкановські    | KO (удар)                               | UFC 298                                  | 17 лютого 2024    | 2     | 3:32 | Анагайм, Каліфорнія, США             | Виборов титул чемпіона UFC у напівлегкій вазі. «Виступ вечора».                                                                   |
| Перемога  | 14–0   | Джош Еммет                | Одноголосне рішення                     | UFC на ABC: Еммет проти Топурії          | 24 червня 2023    | 5     | 5:00 | Джексонвілл, Флорида, США            | Бій ночі. |
| Перемога  | 13–0   | Брайс Мітчелл             | Підкорення (рука-трикутник)             | UFC 282                                  | 10 грудня 2022    | 2     | 3:10 | Лас-Вегас, Невада, США               | Повернення до напівлегкої ваги. «Виступ вечора».                                                                                  |
| Перемога  | 12–0   | Джай Герберт              | KO (удари)                              | UFC Fight Night: Волков проти Аспіналла  | 19 березня 2022   | 2     | 1:07 | Лондон, Англія, Велика Британія      | Деб'ют в легкій вазі. «Виступ вечора».                                                                                            |
| Перемога  | 11–0   | Раян Холл                 | KO (удари)                              | UFC 264                                  | 10 липня 2021     | 1     | 4:47 | Лас-Вегас, Невада, США               | |
| Перемога  | 10–0   | Деймон Джексон            | KO (удар)                               | UFC на ESPN: Германссон проти Ветторі    | 5 грудня 2020     | 1     | 2:38 | Лас-Вегас, Невада, США               | |
| Перемога  | 9–0    | Юсефа Залала              | Одноголосне рішення                     | UFC Fight Night: Мораєс проти Сандхагена | 11 жовтня 2020    | 3     | 5:00 | Абу-Дабі, Об'єднані Арабські Емірати | |
| Перемога  | 8–0    | Стівен Гонсалвес          | KO (удари)                              | Brave CF 29                              | 15 листопада 2019 | 1     | 3:42 | Іса, Бахрейн                         | |
| Перемога  | 7–0    | Луїс Гомес                | Підкорення (triangle straight armbar)   | Brave CF 26                              | 7 вересня 2019    | 1     | 1:15 | Богота, Колумбія                     | Повернення до напівлегкої ваги.                                                                                                   |
| Перемога  | 6–0    | Браян Буланд              | Технічне підкорення (удушення анаконди) | Cage Warriors 94                         | 16 червня 2018    | 1     | 1:39 | Антверпен, Бельгія                   | За вакантний титул чемпіона «Cage Warriors» у легшій вазі; Топурія не відповідав вазі (139,4 фунта) і не мав права виграти титул. |
| Перемога  | 5–0    | Міка Хямяляйнен           | Підкорення (гільйотинне удушення)       | CAGE 43                                  | 28 квітня 2018    | 1     | 3:35 | Гельсінкі, Фінляндія                 | Дебют у легшій вазі. |
| Перемога  | 4–0    | Джон Гуарін               | Підкорення (удушення анаконди)          | Mix Fight Events 28                      | 5 листопада 2016  | 2     | 2:50 | Валенсія, Іспанія                    | Виграв вакантний титул чемпіона MFE у напівлегкій вазі.                                                                           |
| Перемога  | 3–0    | Даніель Васкес            | Підкорення (rear naked choke)           | Mix Fight Events 26                      | 7 травня 2016     | 1     | 1:50 | Аліканте, Іспанія                    | Поєдинок у вазі (141 фунт). |
| Перемога  | 2–0    | Каліл Мартін Ель Чалібі   | Підкорення (rear naked choke)           | Climent Show MMA 4                       | 9 травня 2015     | 1     | 1:03 | Аліканте, Іспанія                    | |
| Перемога  | 1–0    | Франсіско Хав'єр Аспрілья | Підкорення (рука-трикутник)             | Mix Fight Events 17                      | 4 квітня 2015     | 1     | 3:30 | Валенсія, Іспанія                    | Дебют у напівлегкій вазі. |

## Pay-per-view бої
| №  | Захід   | Бій                        | Дата           | Місце проведення | Місто                                | PPV куплено       |
| -- | ------- | -------------------------- | -------------- | ---------------- | ------------------------------------ | ----------------- |
| 1. | UFC 298 | Волкановські проти Топурії | 17 лютого 2024 | Хонда-центр      | Анагайм, Каліфорнія, США             | Не розголошується |
| 2. | UFC 308 | Топурія проти Голловея     | 26 жовтня 2024 | Етіхад Арена     | Абу-Дабі, Об'єднані Арабські Емірати | Не розголошується |